# This Is How We Do
Singles de Katy Perry
Birthday
(2014) Legendary Lovers
(2014)
Pistes de Prism
Dark Horse International Smile
This Is How We Do est une chanson de la chanteuse américaine Katy Perry, elle est sortie comme cinquième single issue du troisième album de la chanteuse , Prism.
Le titre n'a pas dépassé la 24e place au Billboard Hot 100.
Le clip vidéo, sorti le 31 juillet 2014, a été vu plus de 731 millions de fois sur YouTube au 8 mars 2020